# Mai Santesson
Mai Santesson, född 21 april 1914 i Almundsryds församling, Kronobergs län, död 25 november 1993 i Täby, var en svensk journalist och författare.
Hon tillhörde Långarydssläkten och var dotter till kamrer Gustaf Santesson och Hildevig (Giggi) Frebelius samt syster till Rolf Santesson och faster till docenten Johan Santesson.
Efter studentexamen i Vänersborg 1933 studerade hon vid Uppsala universitet och tog en fil. kand. 1936. Hon fick anställning hos Åhlén & Åkerlund och började jobba som b.l.a Redaktionssekreterare för Husmodern tills hon blev chefredaktör för Damernas Värld 1938–1959. Hon var sedan publikationschef vid Svenska institutet 1961–1977.
Mai Santesson gifte sig inte, men fick en son Joakim Santesson under sin tid på Damernas Värld. Far var förläggaren Albert Bonnier Jr.